# Legio Campana
Legio Campana – legion z III wieku p.n.e., rekrutowany z mieszkańców Kampanii jako kontyngent armii rzymskiej podczas wojny z Pyrrusem.
Według Polibiusza liczył on 4000 ciężkozbrojnych piechurów pod wodzą Wibeliusza Decjusza. Ich najważniejszą misją było zajęcie miasta Rhegion w czasie wojny Rzymu z Pyrrusem, królem Epiru. Wydarzyło się to prawdopodobnie już po bitwie pod Herakleą, czyli po 280 r. p.n.e. Według przekazu, pod zarzutem wydania przez Thuryjczyków miasta Pyrrusowi, wymordowali oni wszystkich mężczyzn, przejmując ich żony.
Wibeliusz Decjusz został kolejnym tyranem Rhegion i nawiązał kontakt z Mamertynami, dawnymi najemnikami tyrana Syrakuz, Agatoklesa. Rządził do 270 r. p.n.e., kiedy miasto zostało zdobyte po długim oblężeniu przez wojska konsula Gnejusza Korneliusza Bluzona. Z całego legio Campana do niewoli dostało się jedynie około 300 żołnierzy, których następnie zgładzono na Forum Romanum.